# Louis Auguste Victor de Ghaisne de Bourmont
Louis Auguste Victor de Ghaisne (Freigné, 2 de Setembro de 1773 – Freigné, 27 de Outubro de 1846), conde de Bourmont, foi um militar e político francês, que atingiu o posto de marechal de França.
Monárquico e legitimista, foi um dos emigrados realistas que fez parte das forças do Exército do Reno que se opuseram à Revolução Francesa, tendo participado na guerra da Vendeia, chegando a liderar o movimento dos chouans. Apesar desse percurso, depois de se ter refugiado durante algum tempo em Portugal, acabou por ser incorporado nos exércitos napoleónicos, tendo participado na Guerra Peninsular e nas campanhas contra a Prússia e a Rússia. Durante os Cem Dias, desertou com o seu estado maior na véspera da batalha de Waterloo, juntando-se ao campo legitimista. Foi ministro da Guerra (1829) do rei Carlos X de França e o herói da conquista de Argel pelos franceses (1830). Após um percurso político e militar complexo, acabou por se refugiar novamente no Reino de Portugal, sendo então contratado por D. Miguel I de Portugal para comandar as tropas realistas durante a fase final da guerra civil portuguesa entre miguelistas e liberais. Tendo sido amnistiado, regressou à França em 1840, vindo a falecer no seu castelo natal.

## Biografia
Louis Auguste Victor de Ghaisne nasceu no castelo de Bourmont, em Freigné, a 2 de Setembro de 1773, primeiro filho de Louis-Marie-Eugène de Ghaisne, conde de Bourmont, e de sua esposa Joséphine Sophie de Coutances. Nascido de uma família de Anjou com uma tradição militar já secular, contando entre os seus antepassados alguns oficiais brilhantes, frequentou os estudos preparatórios para ingresso na carreira militar em Sorèze, de 1787 a 1790.
Aos 15 anos de idade, a 12 de Outubro de 1788, assentou praça no Regimento dos Guardas Franceses, com o posto de cadete. A 31 de Agosto de 1789, quando aquele corpo militar foi licenciado, voltou ao castelo natal de Bourmont, em Freigné, Maine-et-Loire, de onde, em finais de 1790, partiu na companhia de seu pai, então ajudante-de-campo do príncipe de Condé, para Turim, fugindo às perseguições desencadeadas pela Revolução Francesa.

### A Revolução Francesa e a emigração realista
Pai e filho juntam-se em 1791 aos emigrados realistas, servindo neste período no Exército do Reno sob o comando directo do príncipe de Condé.
A 21 de Janeiro de 1791, o seu pai faleceu em Turim e ele regressa durante alguns meses a França, de visita a sua mãe. Procurando novamente refúgio no estrangeiro, juntou-se ao conde de Artois em Koblenz. Tendo-se formado naquela cidade um regimento de infantaria ligeira francesa, Bourmont foi nele nomeado como sous-lieutenant, então um posto equivalente ao de capitão.
Quando as unidades de emigrados foram dissolvidas, retirou-se para Bruxelas e, depois da batalha de Jemappes (1892), para Den Bosch, na província neerlandesa de Brabante.

### As guerras da Vendeia
Em 1795, obteve do príncipe de Condé permissão de partir para a Vendeia onde foi nomeado segundo-comandante das tropas do visconde de Scépeaux, sendo seu ajudante-general e recebendo o título de major-general. Fez a campanha, com resultados díspares, mantendo-se activo até à capitulação ocorrida a 21 de Janeiro de 1800.
Encarregado pelo visconde de Scépeaux de se encontrar com o príncipe de Condé para lhe solicitar a presença no oeste francês de um príncipe da família dos Bourbons, ele cumpre a sua missão, e durante a viagem de regresso recebe a notícia da desembarque dos emigrados realista e da batalha de Quiberon.
No mês de Janeiro de 1796, o visconde de Scépeaux encarrega o conde de Bourmont de ir a Inglaterra expor à liderança emigrada a situação que se vivia nas províncias sob domínio realista. Nessa viagem, Bourmont encontra o conde de Artois em Edimburgo e recebe das suas mãos a grã-cruz da Ordem de São Luís, ao mesmo tempo que o duque de Angoulême. Tinha então 22 anos de idade.
A partir da Inglaterra ele participa activamente na organização da campanha pró-monárquica para as eleições de 21 de Março de 1797, encarregando-se de organizar a propaganda monárquica nos departamentos franceses de Eure, Orne e das Côtes du Nord.
Foi-lhe confiado o comando das tropas realistas do Condado do Maine. Nestas funções, ele demonstrou uma actividade infatigável, organizando uma campanha de propaganda, preparando os planos de uma ofensiva militar na região, agrupando os seus homens em divisões, todas organizadas sob um mesmo modelo, o qual era seguido até ao mínimo detalhe. Esta capacidade organizativa seria uma constante da sua vida, sendo sua característica pessoal o cuidado e a minúcia com que organizava as forças sob o seu comando, que se reflectirão, depois, na conquista de Argel, que liderou em 1830.
Bourmont regressa à Vendeia, mas quando a paz foi restabelecida naquele região, por um acordo de cessar-fogo assinado pelos chefes monárquicos locais, ele pede ao general Louis Lazare Hoche permissão para regressar a Inglaterra, permissão que aparentemente lhe foi negada. Foi então deportado para a Suíça, sob escolta de um general republicano.

### A participação nachouannerie
No ano seguinte, Bourmont adere novamente às movimentações militares contra a França revolucionária, indo secretamente a Paris, sob disfarce, com o objectivo de se juntar a um grupo que preparava uma conspiração, da qual Jean-Charles Pichegru era o inspirador. A prisão dos chefes militares inviabilizou a sublevação e Bourmont foi obrigado a fugir para Londres, onde permanece até 1799, ano em que a guerra civil se reacende em França.
Juntando-se a Georges Cadoudal, um dos chefes da insurreição na Vendeia, Bourmont desembarca em França no mês de Setembro de 1799, conseguindo recrutar um exército de 15 legiões no Condado de Maine, no Condado de Perche e na região de Chartrain, assumindo pessoalmente o comando das províncias de Maine e Perche.
Desta vez os soldados na sua maioria já não eram os veteranos da Guerra da Vendeia, mas sim chouans que em caso de necessidade pilhavam os cofres públicos e assaltavam as diligências. Ele próprio assume o pseudónimo chouan de Renardin.
Um mês depois do seu desembarque em França, iniciou a sua campanha militar e, a 14 de Outubro de 1799, as tropas realistas ocupam pela segunda vez Le Mans.

### A conspiração realista
Depois da retornada a paz, que foi novamente assinada a 2 de Fevereiro de 1800 com Napoleão Bonaparte, então Primeiro Cônsul, Bourmont fixa-se em Paris, onde casa com Juliette de Becdelièvre de La Bunelaye, filha de um antigo presidente do Parlamento da Bretanha. Deste casamento nascerão sete filhos, entre eles César Charles Philipe Anne Marie de Bourmont, que se distinguiu ao serviço do rei D. Miguel I de Portugal em 1833 e 1834.
A sua estadia em Paris não foi pacífica, pois tendo-se recusado a aceder à solicitação do Primeiro Cônsul para que aceitasse um lugar de general de divisão no seu exército em troca de um juramento de fidelidade, foi considerado suspeito e colocado sob apertada vigilância.
Apesar de considerado implicado no atentado contra Napoleão ocorrido na Rue Saint-Nicaise a 21 de Dezembro de 1800, levada a cabo no âmbito da conspiração de Cadoudal, mais conhecido pela explosão da máquina infernal o conde de Bourmont não foi preso nem publicamente acusado de cumplicidade com os realistas. Contudo, pouco depois, foi considerado como um dos notáveis hostis ao governo e, com muitos outros, encarcerado numa prisão de Estado. Bourmont foi aprisionado por Joseph Fouché, a 17 de Janeiro de 1801 e encerrado na Torre do Templo e, algum tempo depois, transferido para a cidadela de Besançon.
Depois de três anos e meio de cativeiro, consegue evadir-se a 5 de Agosto de 1804 e exila-se para Portugal. Estava em Lisboa quando as tropas francesas comandadas por Jean-Andoche Junot, depois o duque de Abrantes, ali entraram em Novembro de 1807. Oferece-se então para prestar serviço no estado-maior francês, o que é aceite, com a promessa de não lhe serem colocadas dificuldades no regresso a França.
Durante este período foi chefe do estado-maior da divisão comandada pelo general François Loison, nele permanecendo até à assinatura da convenção de Sintra. Então, face à retirada francesa, o conde de Bourmont é obrigado a seguir as tropas de regresso a França, embarcando acompanhado pela família. Durante a viagem, o mau tempo obriga os navios a dispersarem, tendo Junot desembarcado em La Rochelle, enquanto o conde de Bourmont chegou em finais de Outubro de 1808 ao porto de Quiberon. Aí, sem a prometida protecção de Junot, foi preso e conduzido à prisão de Bouffay, em Nantes.
Graças à intervenção de Junot, que lhe havia prometido um regresso seguro a França, foi libertado a 12 de Dezembro, ficando, contudo, sob a vigilância de Fouché. Em Maio de 1810 recebeu uma ordem escrita do Ministro da Guerra, ordenando-lhe que se apresentasse como adjutant commandant ao serviço do Exército de Itália, em Nápoles.

### O Exército de Itália e as campanhas da Rússia
O conde de Boumont serviu com distinção no Exército de Itália, tendo-se destacado na resolução do incidente de Bagnara e à chegada a Milão, onde se encontrava Eugène de Beauharnais, foi nomeado chefe do estado-maior da 2.ª Divisão de Infantaria, que era então comandada pelo general Boussier e destacado para Innsbruck. A partir daí participou nas operações do 4.º Corpo de Exércitos na Campanha da Rússia de 1812, distinguindo-se por ter sido feito prisioneiro pelo exército russo e ter conseguido evadir-se e reagrupar-se com a sua unidade. Em consequência Napoleão Bonaparte dá-lhe o posto de adjunto do comando.
Tendo participado nas campanhas de 1813 e de 1814, o conde de Bourmont recebeu de Napoleão Bonaparte algumas missões de grande importância cujo bom desempenho lhe valeram ser condecorado com a cruz da Légion d'honneur. Recebeu uma menção honrosa no relatório oficial da batalha de Dresden, tendo sido promovido a general de brigada em Outubro de 1813 pela sua conduta exemplar na batalha de Lützen, na qual foi ferido duas vezes na travessia do rio Wop e em Lützen nos dias 1 e 2 de Maio de 1813 e pelo seu desempenho nos combates de Rottostitz.
Em Outubro daquele ano, na batalha de Leipzig e na retirada que se lhe seguiu demonstrou grande bravura e sangue frio, lutando ao ponto de na brigada que comandava restarem apenas 300 homens à chegada a 2 de Novembro, quando chegou a Bingen.
Em Fevereiro de 1814 o conde de Bourmont foi deixado, com cerca de 1 000 homens, na sua maioria também feridos, em Nogent-sur-Seine a convalescer dos ferimentos recebidos. Quando a cidade foi inesperadamente atacada, nos dias 11 e 12 de Fevereiro, por uma força austríaca de quase 20 000 homens, o conde de Bourmont conseguiu organizar a defesa e resistir durante dois dias ao assédio inimigo, barricando as ruas, reforçando e defendendo as casas, num combate em que conseguiu causar 1 700 baixas aos atacantes. Esta defesa heróica valeu-lhe a promoção a general de divisão.
Após a queda de Napoleão Bonaparte, o conde de Bourmont retirou-se para Anjou a fim de recuperar dos ferimentos recebidos, aderindo com convicção ao governo da Restauração, já que os seus sentimentos monárquicos e legitimistas eram bem conhecidos.

### ARestauração
O conde de Bourmont foi um dos primeiros generais a reconhecer a realeza dos Bourbon, tendo sido de imediato nomeado comandante da 6.ª Divisão Militar, cargo que ocupava aquando do regresso de Napoleão Bonaparte do seu exílio forçado na ilha de Elba. Nessas funções recebeu ordens para se juntar às forças comandadas por Michel Ney, tendo testemunhado a defecção das tropas lideradas por aquele marechal.
Não querendo seguir as tropas na defecção, correu a Paris a solicitar ordens ao general Jean Dessoles, então Ministro da Guerra, recebendo apenas uma resposta evasiva, tendo-lhe o Ministro dito que a luta contra Napoleão estava perdida e que ao rei mais não restava do que a partida para o exílio. Disse-lhe também que o rei teria deixado como recomendação que o dever das tropas francesas era a defesa da independência nacional contra os inimigos da França. Foi com base nesta informação, e por temer pela independência francesa, que o conde de Bourmont decidiu juntar-se às tropas imperiais, aceitando partir para a luta contra as forças antinapoleónicas.
Foi-lhe então entregue o comando da 14.ª Divisão do Corpo de Exércitos comandado pelo general Étienne Maurice de Gérard, o conde de Gérard. Contudo, o conde de Bourmont era um convicto monárquico e legitimista, defensor acérrimo dos direitos reais dos Bourbons, afirmando que se juntava ao imperador para combater pela França e não pelo imperador contra a Casa de Bourbon.
Por implicar a proscrição dos Bourbons, o conde de Bourmont rejeitou liminarmente o Acto Adicional às Constituições do Império, publicado pelo Le Moniteur Universel de 23 de Abril de 1815, o qual foi votado por mais de 1 500 000 sufrágios e promulgado no Campo de Marte no dia 1 de Julho.
Nas forças armadas apenas 320 votos a contra o Adicional, face a 220 000 votos a favor. Bourmont foi um dos que fizeram parte da minoria.
Com o passar do tempo a posição do conde de Bourmont começou a ficar insustentável, já que não podia manter a fidelidade simultaneamente a Napoleão e Luís XVIII de França, então refugiado em Gante, onde tinha constituído um governo francês no exílio. Cada vez se convencia mais de que na guerra contra as potências aliadas contra Napoleão não era a independência francesa que estava em causa, mas sim a legitimidade monárquica.
Quando o duque de Wellington proclamou as forças da coligação antinapoleónica como aliados do rei de França, garantindo a sua restauração ao trono em caso de vitória, o conde de Bourmont consolidou a sua convicção de que Napoleão estava perdido e que era inevitável o regresso do rei, entendendo também que a proscrição dos Bourbon quebrava todos os seus deveres de fidelidade ao governo imperial.
A partir daí o seu caminho apenas poderia ser a partida para Gante com o objectivo de se juntar ao partido monárquico. Havia só que esperar pelas circunstâncias que tal permitissem. Neste convencimento, e numa manobra que foi vista por muitos como alta traição, a 15 de Junho, na véspera da batalha de Ligny e três dias antes da batalha de Waterloo, o conde de Bourmont abandona as tropas imperiais e, acompanhado por boa parte do seu estado-maior e por muitas tropas, passa-se para o campo inimigo, indo juntar-se a Luís XVIII.
Ao abandonar o seu posto nas tropas imperiais, o conde de Bourmont escreveu ao seu comandante, o general Étienne Maurice de Gérard, para lhe comunicar as razões da deserção, afirmando: Não quero contribuir para o estabelecimento em França de um despotismo sangrento que levaria à perdição do meu país; para mim é evidente que esse despotismo seria o resultado certo dos êxitos que nós poderíamos obter. Ao partir, entregou as tropas que o não seguiram e as ordens que tinha ao general Étienne Hulot, que assumiu o comando da Divisão.
O abandono do conde de Bourmont teve como resultado imediato o atraso do 4.º Corpo do Exército Imperial, que não atravessou o rio Sambre a tempo, o que contribuiu, e muito, para a derrota de napoleão em Waterloo. Apesar do conde de Bourmont o ter sempre negado, é provável que o próprio conde, ou algum dos oficiais que o acompanharam, tenha fornecido informações valiosos sobre os planos e estratégias das forças napoleónicas.
O rei, grato pela acção do general, logo após a derrota de Napoleão em Waterloo dá ao conde de Bourmont o comando das forças francesas estacionadas na fronteira norte da França. Por seu lado, Napoleão, já exilado na ilha de Santa Helena, diria: Bourmont foi um dos meus erros!

### ASegunda Restauração
Aquando da reentrada dos exércitos inimigos em território francês, o conde de Bourmont foi nomeado comandante extraordinário da 16.ª Divisão Militar, tendo à frente desse corpo do exército contribuído para sublevar as populações da Flandres a favor da causa monárquica. Conseguiu a adesão de 17 cidades, entre as quais Lille, Dunquerque, Arras e Bapaume. No processo conseguiu denegar o acesso aos portos daquela região às forças estrangeiras, evitando a ocupação de duas províncias e permitindo à França manter na sua posse 4000 canhões, 40 000 espingardas e 6 000 000 de francos.
Foi uma das testemunhas chamadas a depor nos processos contra o marechal Michel Ney e o general Jean-Gérard Bonnaire, tendo contribuído com o seu depoimento para a condenação do primeiro.
Quando ocorreu a Segunda Restauração Francesa, Louis XVIII não se esqueceu da contribuição dada à causa monárquica por este antigo chouan, e em 1816 entregou-lhe o comando da 2:º Divisão de Infantaria da Guarda Real, estacionada em Besançon, com a qual o conde de Bourmont participou depois na expedição dos cem mil filhos de São Luís que o duque de Angoulème em 1823 liderou em socorro de Fernando VII de Espanha. Quando o duque regressou a França, coube ao conde de Bourmont o comando-em-chefe da expedição.
No seu regresso da campanha de Espanha, o conde de Bourmont foi feito Par de França (9 de Outubro de 1823) e depois gentil homem da câmara real.
A 9 de Agosto de 1829 foi chamado a ocupar o lugar de Ministro da Guerra no governo presidido por Jules de Polignac. Pouco depois o rei nomeou-o general em chefe das forças encarregues de conquistar Argel, para a qual ele tinha concebido e preparado o plano de ataque.

### A campanha da Argélia
A tomada de Argel era um antigo plano francês, que já tinha sido objecto de um anterior planeamento detalhado, levado a cabo pelo comandante de engenharia Vincent-Yves Boutin (1772-1815), que por ordem de Napoleão Bonaparte tinha feito um reconhecimento detalhado da cidade, ali permanecendo de 24 de Maio a 17 de Julho de 1808. O andamento das guerras napoleónicas e a instabilidade política que se seguiu levou a que o projecto de conquista de Argel e de destruição do último refúgio dos piratas da Barbária fosse adiado.
Com a estabilização política e com a necessidade de criar novas frentes que permitissem manter a calma na frente interna, em 1829, já no reinado de Carlos X de França, o projecto foi retomado quando, num incidente diplomático, o bei de Argel agrediu o cônsul francês com um golpe com um enxota-moscas. A organização de uma expedição foi decidida em Fevereiro de 1830 e coube a Bourmont rever o anterior plano e proceder ao seu desenvolvimento, adequando-o às novas estratégias de guerra e às forças disponíveis.
Tendo-lhe sido entregue o comando da força, o conde de Bourmont fez embarcar a 12 de Maio, no porto de Toulon, em navios comandados pelo almirante Guy-Victor Duperré, um corpo expedicionário com 37 000 homens, 83 canhões e 4 esquadrões de cavalaria. Na expedição seguiam quatro dos seus filhos, todos eles militares.
A 14 de Junho de 1830, as forças comandadas pelo conde de Bourmont desembarcam na península de Sidi Ferruch sem encontrar qualquer resistência por parte dos turcos ou dos seus aliados argelinos.
Já com uma testa de ponte estabelecida, as forças francesas travam a 19 e 24 de Junho as duas batalhas de Staouëli, que vencem, obrigando a cidade de Argel a capitular a 5 de Julho, sendo nesse dia assinada, numa elegante villa dos seus arredores, uma Convenção entre Hussein Pacha e o general conde de Bourmont. Em consequência, na madrugada de 10 de Julho de 1830 o dey embarca no navio Jeanne d’Arc com destino a Nápoles
Estava assim aberto o caminho para a conquista da Argélia e para uma dominação francesa que apenas terminaria em 1962 depois de uma dura luta pela independência.
Sabendo da vitória, a 22 de Julho o rei Carlos X de França enviou a Bourmont o bastão de marechal de França pelos seus feitos na conquista de Argel. Deve-se a estes acontecimentos e ao prestígio que ganhou com a conquista de Argel o facto de Bourmont não ter sido implicado, mais tarde, no processo que foi depois movido contra os ministros que serviam aquando da Revolução de Julho de 1830.
Durante esta campanha, foi morto, na localidade de Dély-Ibrahim, o tenente Louis-Fortuné-Amédée de Bourmont, um dos filhos do novel marechal.
A notícia da Revolução de Julho chega a Argel a 10 de Agosto, trazida por um navio mercante. Mesmo assim, apesar do futuro da Regência não estar ainda estabelecido, Bourmont avança até à cidade de Blida e faz ocupar Bône e Oran durante a primeira quinzena de Agosto. Apenas a 11 de Agosto, o novo Ministro da Guerra, general Étienne Maurice de Gérard, conde de Gérard, comunica oficialmente a notícia da Revolução de Julho.
Mas o marechal Bourmont, tendo recusado prestar juramento ao novo rei Luís Filipe de França, foi considerado como demitido e substituído a 3 de Setembro pelo general Bertrand Clauzel. Nesse mesmo dia deixa Argel, a bordo de um navio mercante, com destino a Inglaterra, onde é recebido como um herói por Carlos X que também ali estava exilado.

### O combate pelolegitimismo
Mais uma vez a sua fidelidade ao rei e aos Bourbons o obrigara ao exílio. Apesar das derrotas sucessivas, aos 60 anos, ainda mantinha inalterada a sua crença numa causa que considerava justa.
A partir de Londres ainda tenta reacender a guerra civil na Vendeia, mas com sucesso muito limitado. Mesmo assim, em 1832 acompanha até território francês a duquesa de Berry, Catarina das Duas Sicílias. Depois, a partir do exílio, continua a tentar o restabelecimento dos Bourbons no trono de França, apoiando Henri d’Artois, duque de Bordéus, filho da duquesa de Berry e neto de Carlos X de França.
Derrotado mais uma vez, o conde de Bourmont refugia-se em Itália conspirando, em 1832, com Carolina das Duas Sicílias, a duquesa de Berry. Depois passa a Portugal e a Espanha onde apoia, sucessivamente, as causas de D. Miguel I de Portugal, cujas forças comanda na fase final da guerra civil, e do infante D. Carlos María Isidro de Borbón, sublevado contra Fernando VII de Espanha. É derrotado em ambos os casos, tendo abandonado o comando do Exército Português afecto ao partido miguelista a 14 de Setembro de 1833, depois de várias derrotas frente às forças liberais. Foi condenado à morte por contumácia nesse mesmo ano de 1833 e obrigado a procurar refúgio em Roma.
O governo de Paris aplica-lhe então as disposições do Código Penal francês que previam a perda de nacionalidade pelos cidadãos que, sem autorização governamental, servissem em países estrangeiros. O conde de Bourmont fica então proscrito e apátrida. Fixa-se na Alemanha.
Amnistiado em 1840, o conde de Bourmont, que sempre fora um fiel realista e legitimista, mantendo essa fidelidade mesmo nos tempos mais adversos, regressou a França, instalando-se no seu castelo natal de Bourmont, onde faleceu a 27 de Outubro de 1846. O seu filho, Charles de Bourmont, escreveu diversos panfletos a justificar os pontos mais controversos da carreira paterna, em especial o seu abandono das forças francesas em vésperas da batalha de Waterloo e o seu papel no processo contra o marechal Michel Ney.

## Carreira Militar
- Cadete supranumerário (com 15 anos) do Regimento dos Guardas Franceses (12 de Outubro 1788)
- Licenciado com manutenção de pré (31 de Agosto 1789)
- Emigrado monárquico 1791 – 1795
  - Participa como sous-lieutenant nas forças de infantaria ligeira até finais de 1792
  - Ingressa na Companhia dos Nobres das forças do príncipe de Condé em Setembro de 1793
- Transfere-se para o Exército da Vendeia (16 de Fevereiro de 1795)
- Major-general das forças de Scépaux, encarregado do comando de diversas unidades e um dos comissários do exército real que assinaram a paz (4 de Fevereiro de 1800)
- Preso e encarcerado na fortaleza do Temple ( 18 de Janeiro de 1801)
- Transferido para a cidadela de Besançon (11 de Julho de 1801)
- Evade-se da prisão (3 de Agosto de 1804).
- Refugia-se em Portugal.
- Oficial às ordens de Jean-Andoche Junot em 1804
- Preso em Nantes aquando do seu regresso a França (3 de Outubro de 1808)
- Libertado e reabilitado em França (3 de Fevereiro de 1809)
- Ajudante de comando ao serviço do Exército de Nápoles (24 de Abril de 1810)
- Membro do corpo de observação do Exército de Itália (17 de Janeiro de 1812)
- Incorporada no exército napoleónico (6 de Abril de 1812)
  - Oficial do 11.º Corpo do Exército (3 de Abril de 1813)
  - General de brigada do 11.º Corpo do Exército (28 de Setembro de 1813)
- Incorporado na 1:ª Divisão Militar de Reserva de Paris (16 de Janeiro de 1814)
- General de divisão (13 de Fevereiro de 1814)
- Comandante da 6.ª Divisão Militar (20 de Maio de 1814)
- Comandante da 1.ª subdivisão da 6.ª divisão militar (7 de Janeiro de 1815)
- Colocado sob o comando do duque de Berry (7 de Março de 1815)
- Substituído na 6.ª Divisão Militar passado a disponível (22 de Março de 1815)
- Comandante da 3.ª Divisão Militar do 4.º Corpo de Observação (1 de Abril de 1815)
- Junta-se ao Exército monárquico na Bélgica (15 de Junho de 1815)
- Comandante extraordinário da 16.ª Divisão Militar (21 de Junho de 1815)
- comandante da 2.ª Divisão de Infantaria da Guarda Real (8 de Setembro de 1815)
- Membro do comité de infantaria (secessão de 1821, a 7 de Novembro de 1821)
- Comandante da Divisão de Infantaria da Guarda Real do Exército dos Pirenéus (16 de Fevereiro de 1823)
- Comandante da 2.ª coluna móvel destacada na Andaluzia (2 de Junho de 1823)
- Comandante da Divisão de Ocupação de Cádis (7 de Outubro de 1823)
- Comandante-em-chefe das forças de ocupação da Espanha (6 de Novembro de 1823)
- Autorizado a retomar o comando da 2.ª Divisão de Infantaria da Guarda Real (17 de Abril de 1824)
- Presidente da Comissão de Socorro ao veteranos da Vendeia (18 de Janeiro de 1825)
- Membro do Conselho Superior de Guerra (17 de Fevereiro de 1828)
- Ministro e Secretário de Estado da Guerra (8 de Agosto de 1829)
- Comandante-em-chefe da expedição a África (11 de Abril de 1830)
- Marechal de França (15 de Julho de 1830)

## Honras e distinções
- Cavaleiro da Ordre Royal et Militaire de Saint-Louis (13 de Maio de 1796)
- Cavaleiro da Légion d'Honneur (4 de Maio de 1813)
- Comandante da Légion d'Honneur (23 de Agosto de 1814)
- Comandante da Ordre Royal et Militaire de Saint-Louis (24 de Agosto de 1817)
- Grande-Oficial da Légion d'Honneur (24 de Agosto de 1820)
- Par da França (9 de Outubro de 1923)
- Ordem de Santo Alexandre Newski, autorizado a (30 de Março de 1824)
- Grã-Cruz da Légion d'Honneur (23 de Maio de 1825)
- Gantil-homem da câmara real (17 de Fevereiro de 1828)
- Membro do Conselho Superior de Guerra (17 de Fevereiro de 1828)
- Ministro e Secretário de Estado da Guerra (8 de Agosto de 1829)
- Comandante-em-chefe do Exército Expedicionário de África (11 de Abril de 1830)
- Marechal de França (14 de Julho de 1830)